# Scheiderhöhe (Naturraum)
Die Scheiderhöhe ist laut dem Handbuch der naturräumlichen Gliederung Deutschlands eine kleinteilige naturräumliche Einheit mit der Nummer 338.60 und gehört zu dem übergeordneten Naturraum 338.6 (Wahlscheid-Seelscheider Lößgebiet). Sie umfasst den Bereich zwischen der Agger und deren Nebenfluss Sülz östlich des Rösrather Ortskerns ohne die Flusstäler selbst. Der südlichste Punkt liegt in Höhe der Mündung der Sülz in der Agger, im Norden begrenzt die Strecke der Aggertalbahn den Naturraum. Die größten Siedlungen in dem Naturraum sind der Rösrather Ortsteil Lüghausen, sowie die Lohmarer Ortsteile Honrath, Scheid und das gleichnamige Scheiderhöhe.
Die Scheiderhöhe grenzt im Norden an die Sülzhochfläche (Ordnungsnummer 338.41) und im Osten an das Wahlscheider Aggertal (338.61) innerhalb der Bergische Hochflächen (338). Im Westen schließt sich das Untersülztal (550.02) innerhalb der Bergischen Heideterrasse (550) an.
Bei dem Naturraum handelt es sich um eine 200 m hohe Fläche, die Teil des Faltenrumpfsockels im Rheinischen Schiefergebirge ist, und eine Lössdecke besitzt. Zahlreiche Bachtäler mit kleinen Nebentälern, lokal Siefen genannt, gliedern die Fläche kleinteilig in Riedeln. Die einzelnen Hochflächen sind von basenhaltigen Parabraunerden bedeckt und werden als offenes Agrarland genutzt. Dort befinden sich zahlreiche Einzelhöfe oder weilerartige Ansiedlungen. Die Taleinschnitte sind oft bewaldet und enden auf Hochflächenresten, sogenannte Dellen, die zum großen Teil anthropogen überformt sind.